# 寄居パーキングエリア
寄居パーキングエリア（よりいパーキングエリア）は、埼玉県大里郡寄居町および深谷市（旧岡部町の地域）にある、関越自動車道のパーキングエリア。寄居スマートインターチェンジを併設する。上り線側施設は深谷市（旧岡部町）、下り線側施設は寄居町に位置している。また、当PA下り線側から100m未満の近距離に美里町との町境がある。

## 道路
- E17 関越自動車道（7-1番）

## 施設

### 上り線（東京方面）
- 駐車場
  - 大型 47台
  - 小型 76台
- トイレ
  - 男性 大8（和式2・洋式6）・小18
  - 女性 34（和式6・洋式28）　
    - 同伴の男児用2

  - 車椅子用 1

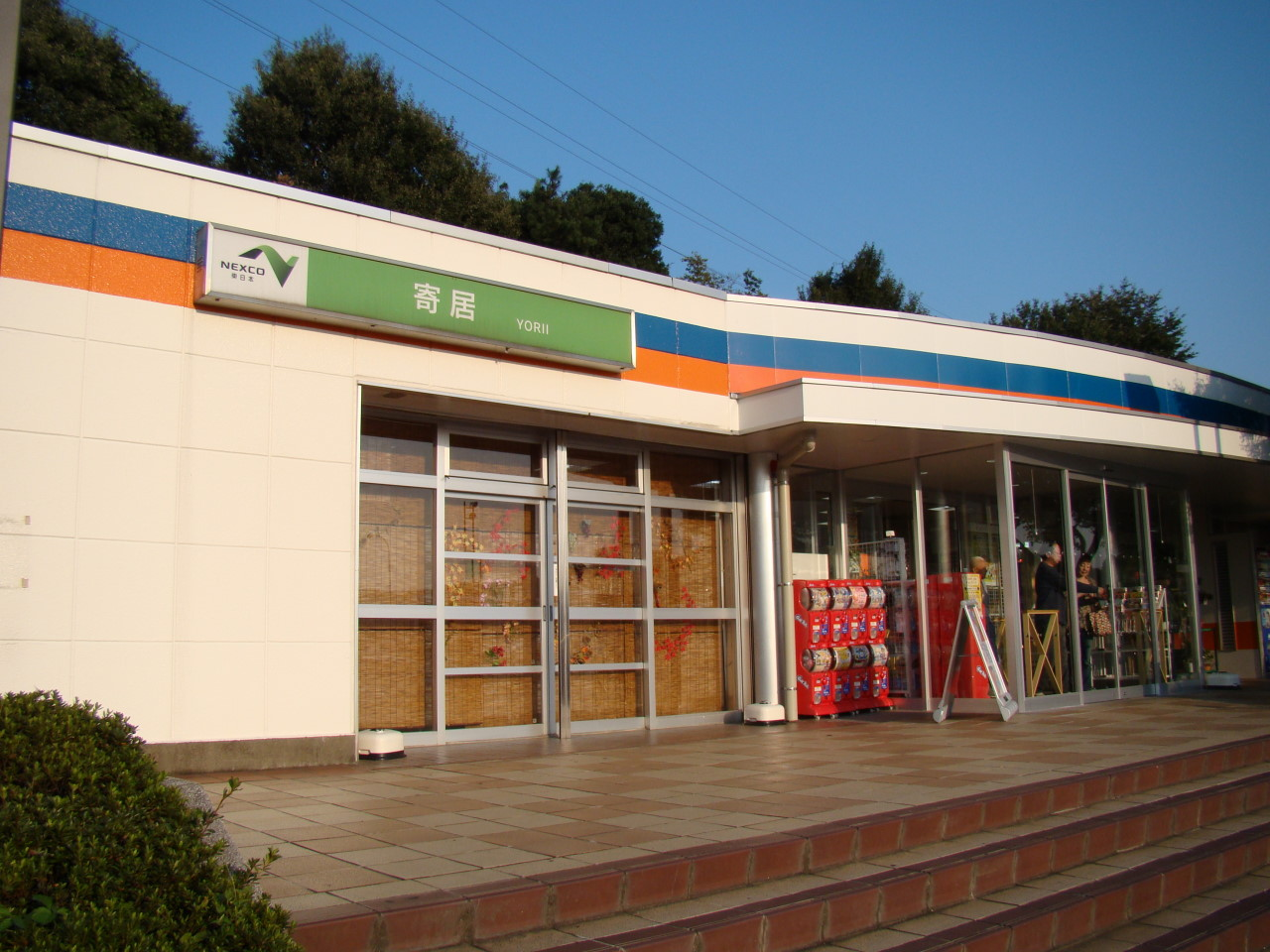
リニューアル前の上り線施設

- コンビニエンスストア（セブン-イレブン）（24時間）[1]
- フードコート（8:00 - 20:00）[1]
- コインシャワー（24時間）[1]
- 自動販売機
- ハイウェイ情報ターミナル

### 下り線（長岡方面）

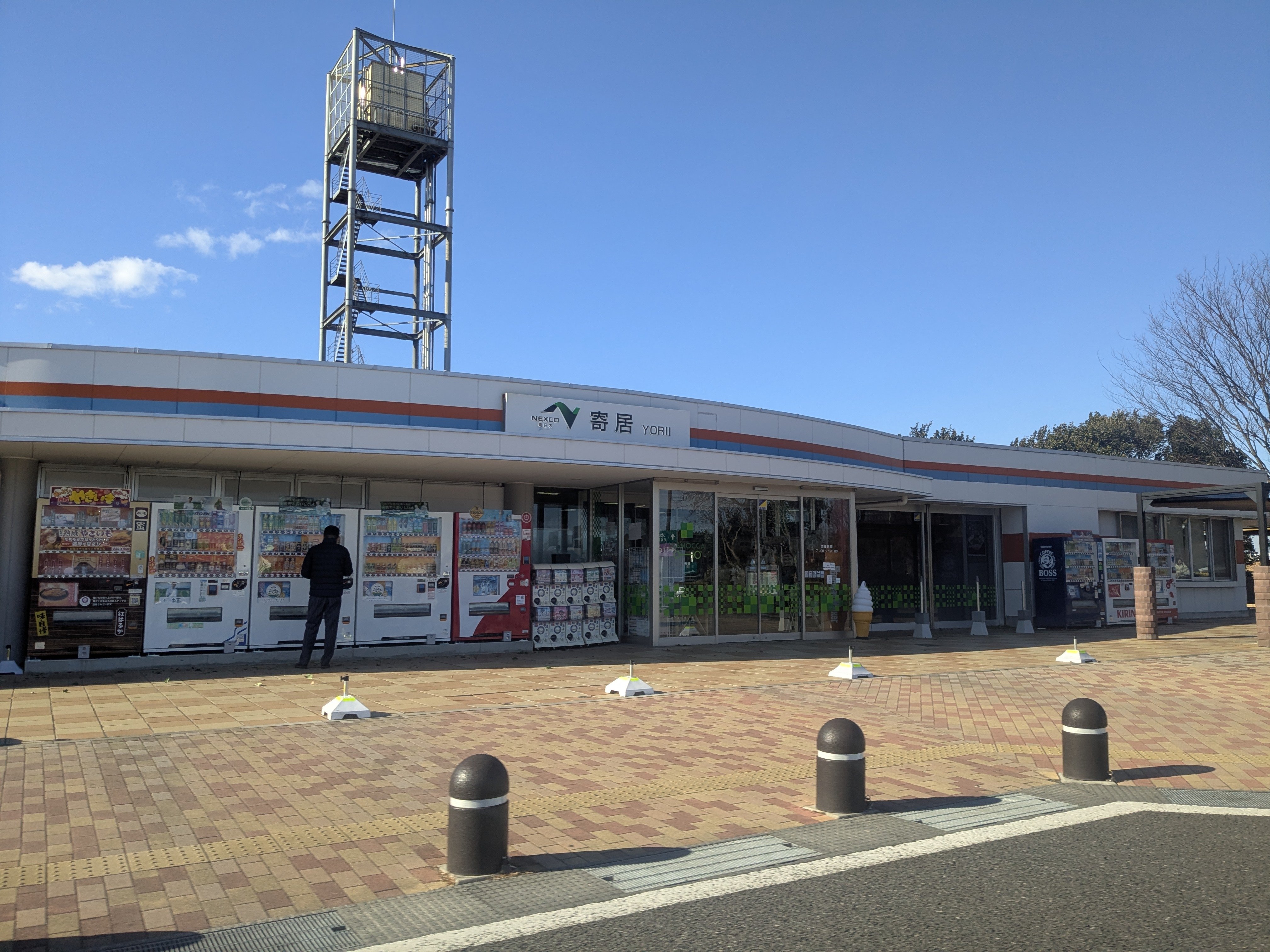
下り線施設（2025年1月撮影）

- 駐車場
  - 大型 32台
  - 小型 69台
- トイレ
  - 男性 大7（和式1・洋式6）・小15
  - 女性 24（和式1・洋式23）
    - 同伴の男児用 2

  - 車椅子用 1
- スナック（7:00 - 19:00）
- ショッピング（7:00 - 19:00）
- 自動販売機
- セブン自販機[2]
- 携帯電話充電器

### 寄居スマートインターチェンジ

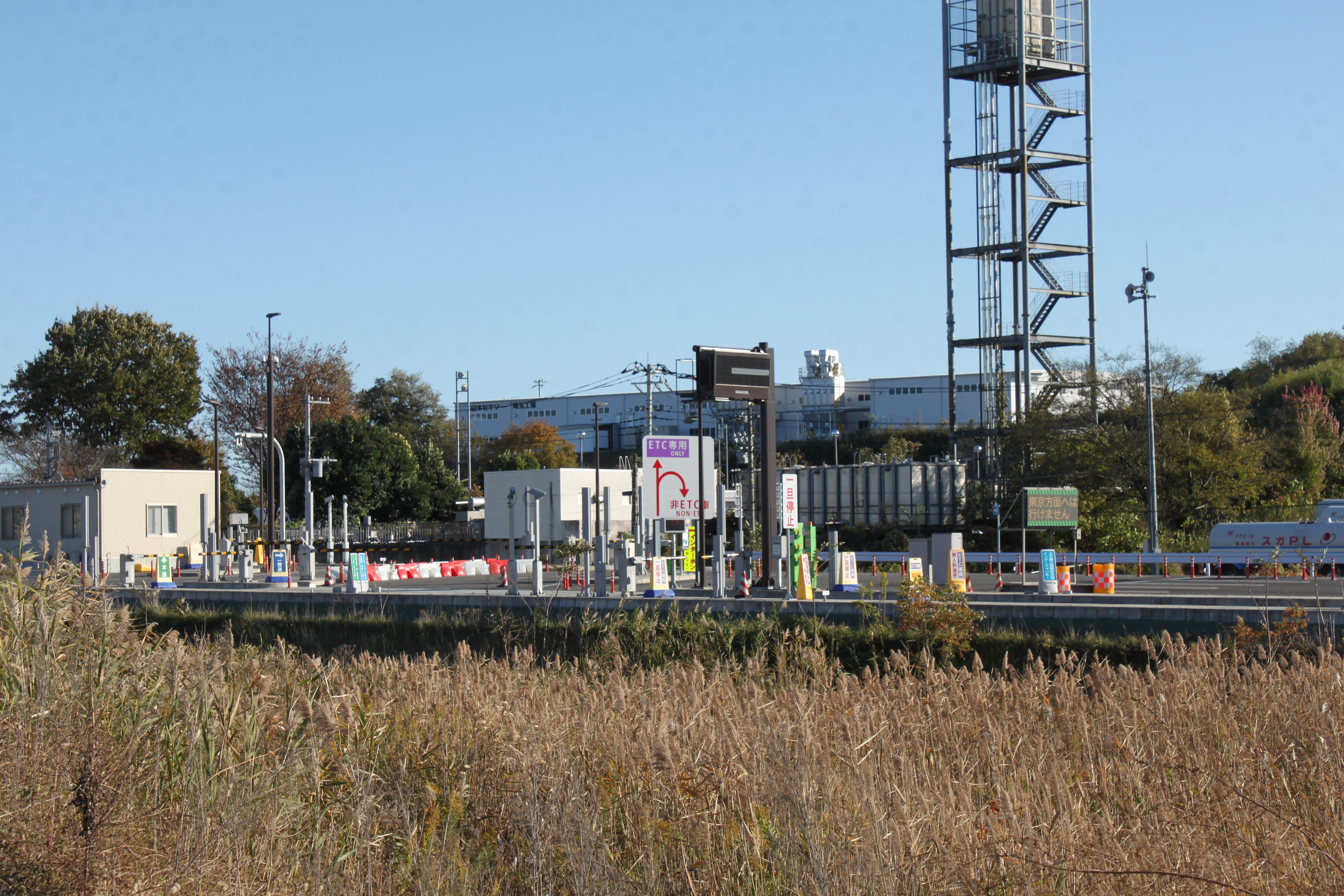
寄居スマートインターチェンジ下り線入り口（2020年11月撮影）

寄居スマートインターチェンジ（よりいスマートインターチェンジ）は、寄居パーキングエリアに併設のスマートICである。
2012年（平成24年）4月17日に国土交通省より連結許可が下りた。その後、美里町長を会長とし、深谷市・寄居町・東日本高速道路・国土交通省関東地方整備局などが参加する寄居スマートIC地区協議会の話し合いに基づき、事業が進められていた。しかし、上り線側の用地買収が難航し、一度開通予定を延期したもののその後も目処が立たないことから、まずは順調に工事が進んだ下り線側を先行開通させる方針を2018年（平成30年）10月に決定、下り線出入口は2019年（平成31年）3月28日に供用開始された。その後、上り線側の用地買収も完了したことから、2020年（令和2年）2月より工事が開始され、2021年（令和3年）3月28日に供用開始された。利用可能車種はETC搭載の全車種で24時間運用となっている。
周辺
- 美里町役場
- JR八高線
  - 松久駅
  - 用土駅

## 歴史
- 1980年（昭和55年）7月17日 : 東松山IC - 前橋ICの開通に伴い供用開始。
- 2010年（平成22年）6月30日 : 上り線施設が「星の王子さま」とのコラボレーションでリニューアルオープン。
- 2018年（平成30年）6月19日 : 当PAに併設のスマートICの名称が「寄居スマートIC」で正式決定[8]。
- 2019年（平成31年）3月28日 : 下り線のスマートインターチェンジが上り線に先駆けて供用開始[6]。
- 2021年（令和3年）
  - 3月28日 : 上り線のスマートインターチェンジが供用開始[7]。
  - 3月31日 : 上り線施設「寄居 星の王子さまPA」の営業を終了[9]。翌4月1日以降は、リニューアル工事に伴い、当面の間、自動販売機のみの営業となる[9]。
  - 12月22日 : 上り線施設のリニューアルが完了（セブン-イレブンおよびロイヤルホールディングスによるフードコートが設置される）[1]。

## アクセス
JR八高線松久駅から徒歩24分

## 隣
E17 関越自動車道
(7)花園IC - (7-1)寄居PA/SIC - (8)本庄児玉IC